# Manon Massé

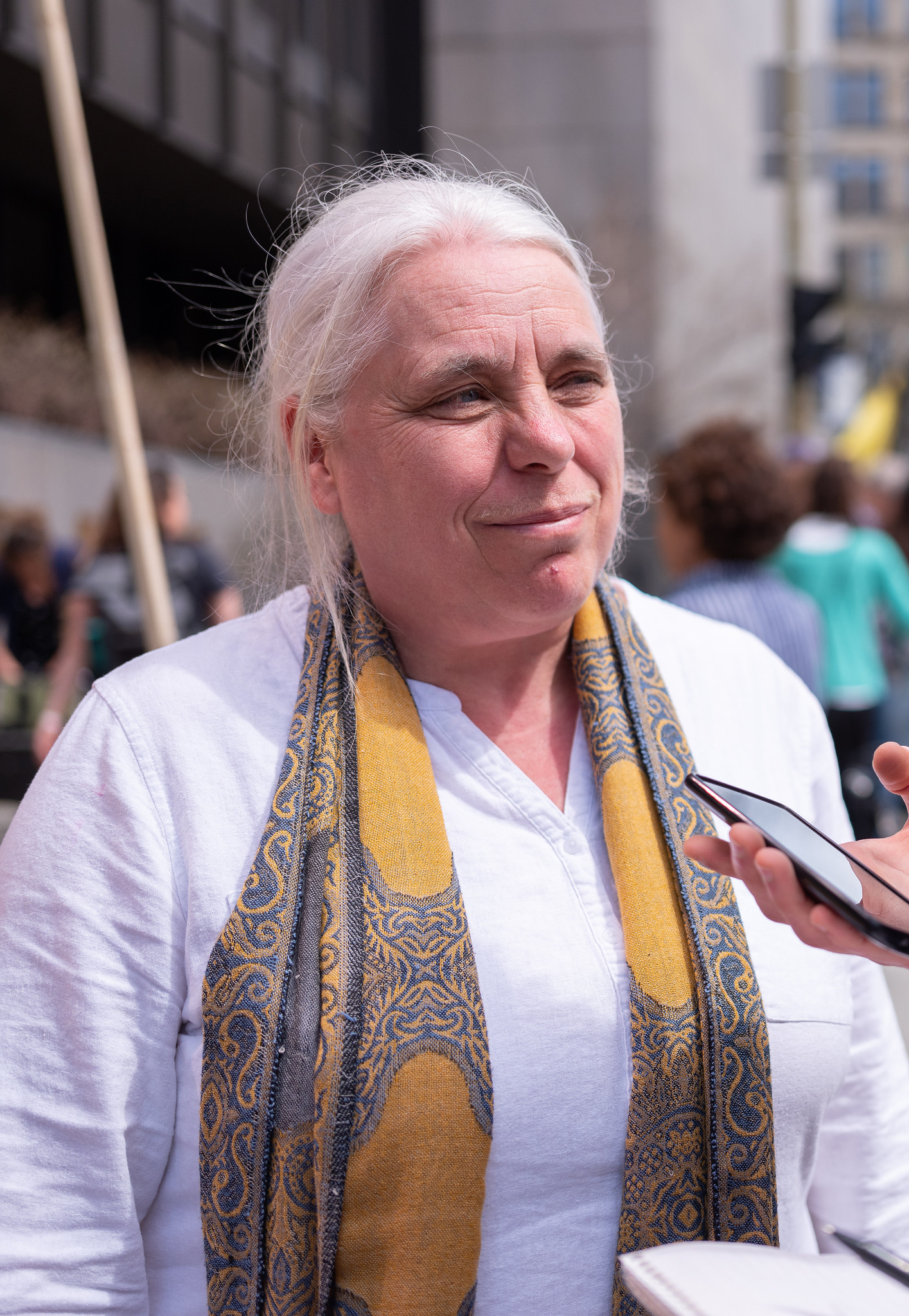
Massé im Mai 2019.

Manon Massé (* 22. Mai 1963 in Windsor, Québec) ist eine kanadische Politikerin. Zwischen 2017 und 2023 war sie Parteivorsitzende der demokratisch-sozialistische Partei Québec Solidaire. Seit 2014 sie ist Abgeordnete der Nationalversammlung von Québec für den Wahlkreis Sainte-Marie–Saint-Jacques.

## Leben
Massé wurde am 22. Mai 1963 in Windsor, Québec, als Tochter von Fernande Migneault und Gilles Massé geboren. Ihre Eltern waren beide von Beruf Fabrikarbeiter. Sie verbrachte die ersten sieben Jahre ihrer Kindheit in Windsor, bis ihre Familie nach Boucherville, einem Vorort von Montreal, zog.
Sie studierte Theologie an der Universität Montreal.
Massé ist ein prominentes Mitglied der kanadischen feministischen Bewegung. Zuvor hatte sie eine Führungsrolle im Fédération des femmes du Québec (zu deutsch: Föderation der Quebecer Frauen) inne.  Sie ist lesbisch und lebt mit ihrer Partnerin Ghislaine Goulet in Montreal.

## Karriere
Manon Massé war die erste Kandidatin überhaupt, die für ein politisches Amt für Québec Solidaire kandidierte. Im April 2006 war sie Kandidatin der Partei bei der Nachwahl im Wahlkreis Sainte-Marie–Saint-Jacques. Sie erhielt 22 % der Stimmen und belegte damit den dritten Platz.
Massé war weiterhin Kandidatin der Partei im Wahlkreis für die Provinzwahlen 2007, 2008, und 2012. Sie wurde 2014 im Wahlkreis Sainte-Marie-Saint-Jacques mit nur 91 Stimmen vor der Kandidatin der Parti libéral du Québec, Anna Klisko, gewählt. Sie wurde 2018 und 2022 wiedergewählt.
Massé wurde auf dem Parteitag im Mai 2017 zusammen mit Gabriel Nadeau-Dubois zum Parteivorsitzenden der Québec Solidaire gewählt. 
Sie ersetzte die scheidende Vorsitzende Françoise David.
Bei der Provinzwahl 2018 war Massé der Kandidat der Partei für das Amt des Premierministers von Québec. Bei dieser Wahl verdreifachte die Partei ihre Sitzzahl von drei auf zehn Abgeordneten. Québec Solidaire platzierte sich an dritter Stelle über der Parti Québécois.
Während der Katalonien-Krise sagte Massé 2019 vor dem Obersten Gerichtshof Spaniens aus, da sie als internationale Beobachterin beim Unabhängigkeitsreferendum in Katalonien fungierte.
Im Mai 2023 trat Massé als Parteivorsitzende von Québec Solidaire zurück. Sie wurde durch Émilise Lessard-Therrien ersetzt.